# Vostotxni (Stàvropol)
|  | Per a altres significats, vegeu «Vostotxni». |

Vostotxni (en rus: Восточный) és un poble (un khútor) del krai de Stàvropol, a Rússia, que en el cens del 2010 tenia 1.136 habitants. Pertany al districte rural de Zelenokumsk.